# Murder in Mesopotamia
Murder in Mesopotamia (Án mạng ở Lưỡng Hà) là một tiểu thuyết hình sự của nhà văn Agatha Christie được nhà sách Collins Crime Club xuất bản lần đầu tại Anh ngày 6 tháng 7 năm 1936. Lấy bối cảnh là một công trường khảo cổ nằm tại Iraq, tiểu thuyết nói về hai vụ án mạng bí ẩn với nhân vật chính là thám tử người Bỉ Hercule Poirot.

## Nội dung
Qua lời giới thiệu của bác sĩ Giles Reilly, nữ y tá người Anh Amy Leatheran được chuyên gia khảo cổ người Mỹ là Tiến sĩ Leidner mời tới nơi ông đang tiến hành khai quật ở Tell Yarimjah, Hassanieh, Iraq với nhiệm vụ là chăm sóc người vợ của ông, bà Louise Leidner.
Đoàn khảo cổ của Tiến sĩ Leidner có tổng cộng 10 thành viên, ngoài cô Johnson cùng chuyên gia kiến trúc Richard Carey vốn là đồng sự lâu năm của Tiến sĩ Leidner, sống tại Tell Yarimjah còn có chuyên gia khảo cổ Mercado cùng vợ, Cha Lavigny, một chuyên gia văn tự cổ người Pháp cùng ba thành viên trẻ tuổi Coleman, một thanh niên Anh hoạt bát nhiều chuyện, Reiter, thợ ảnh người Mỹ của đoàn khảo cổ và Emmott, một người ít nói trái ngược hẳn với Coleman. Bệnh nhân của y tá Leatheran, bà Louise Leidner, là một phụ nữ có vẻ ngoài quyến rũ cùng cử chỉ lịch thiệp, dễ mến, tuy vậy theo mọi người trong đoàn khảo cổ thì bà bị mắc chứng hoang tưởng khi thường xuyên nghĩ ra những hình ảnh khủng khiếp hoặc bịa chuyện mình bị mưu sát, Louise Leidner cũng bị nhiều người cho là nguyên nhân của không khí căng thẳng ở Tell Yarimjah.
Tới Tell Yarimjah làm việc chưa được bao lâu thì Amy Leatheran đã phải chứng kiến cái chết bất ngờ của bà Louise Leidner. Đúng như những lo sợ từ lâu của Louise, bà bị giết chết ngay tại phòng bằng một cú đánh duy nhất, người đầu tiên phát hiện ra xác Louise là chồng bà, Tiến sĩ Leidner. Ngay lập tức thám tử Hercule Poirot được mời tới điều tra vụ án. Chưa kịp phát hiện ra hung thủ thì đoàn khảo cổ đã phải chứng kiến cái chết thứ hai của cô Johnson sau khi cô này không rõ do vô tình hay cố ý đã uống nguyên một cốc axit trong lúc đang ngủ. Trước lúc chết Johnson chỉ kịp trăng trối với Amy Leatheran hai từ: "Cửa sổ". Từ lời trăng trối của cô Johnson cùng những suy luận của mình, Poirot cuối cùng đã tìm được hung thủ không ai ngờ tới của cả hai vụ án mạng, đó là Tiến sĩ Leidner, người mặc dù rất yêu vợ nhưng vẫn tìm cách giết cô sau khi Louise Leidner tỏ tình ý với người cộng sự Carey.

## Đánh giá và chuyển thể
Sau khi xuất bản Murder in Mesopotamia đã nhận được nhiều đánh giá cao từ các tờ báo lớn về cách xây dựng tình huống và nút thắt mở thông minh theo đúng phong cách Agatha Christie. Năm 2001 tác phẩm đã được hãng ITV chuyển thể thành phim truyền hình trong loạt Agatha Christie's Poirot với David Suchet thủ vai thám tử Hercule Poirot. Năm 2008 tiểu thuyết tiếp tục được nhà xuất bản HarperCollins chuyển thể thành truyện tranh.